# Абдуллаев, Мамиш Шахбаз оглы
Мамиш Шахбаз оглы Абдуллаев (азерб. Məmiş Şahbaz oğlu Abdullayev; 1923 — 26 января 1945) — Герой Советского Союза, участник Великой Отечественной войны.

## Жизненный путь

### Довоенная биография
Мамиш Абдуллаев родился в 1923 году в селе Мурадханлы Кюрдамирского уезда Азербайджанской ССР.
По национальности азербайджанец.
После окончания средней школы работал счетоводом в колхозе.

### Участие в Великой Отечественной войне
Мамиш Абдуллаев был призван в ряды РККА в июне 1943 года.
За мужество, проявленное в боях на Курской дуге, пулемётчик Мамиш Шахбаз оглы Абдуллаев был награждён орденом Красной Звезды и медалью «За отвагу».
3 сентября 1944 года при прорыве обороны гитлеровцев у деревни Рынск-Остров сержант Мамиш Абдуллаев огнём из пулемёта обеспечил наступление своей стрелковой роты: наступавшие на деревню советские бойцы попали в засаду, устроенную 60 гитлеровскими автоматчиками и тремя пулемётными расчётами. Воспользовавшись моментом, сержант Абдуллаев обошёл противника с левого фланга и открыл огонь. В этот момент рота поднялась в атаку. В ходе этого боя Мамиш Абдуллаев уничтожил 29 гитлеровцев, захватил два вражеских пулемёта, миномёт и 10 винтовок.
На следующий день пулемётный расчёт сержанта Абдуллаева, первым форсировал реку Нарев, у деревни Дворске (южнее Ружан) и огнём обеспечил переправу своей роте. В ходе боя пулемёт был разбит, а сам Мамиш получил тяжёлое осколочное ранение. Тогда сержант гранатами подавил две огневые точки гитлеровцев, захватил вражеский пулемёт и открыл огонь по наступавшему противнику.
За мужество и героизм, проявленные при форсировании реки Нарев и удержании плацдарма на западном берегу Приказом №187/н по 399-й стрелковой дивизии от 29 сентября 1944 года сержант Абдуллаев был награжден орденом Славы 3-й степени.
После лечения в госпитале сержант Мамиш Шахбаз оглы Абдуллаев вернулся в свою часть.
В конце января 1945 года 399-я стрелковая дивизия вела ожесточённые бои против Млавско-Эльбингской группировки противника. 26 января 1945 года сержант Мамиш Шахбаз оглы Абдуллаев погиб в бою у села Фюрстенау (ныне Ксенжно, гмина Вильчента,  Браневский повет, Варминьско-Мазурское воеводство, Польша). Первоначально был похоронен на дивизионном кладбище на южной окраине села. В послевоенное время захоронения советских воинов из Ксенжно переносились в Бранево на кладбище по улице Эльблонгска, однако в списках захороненных на мемориале в Бранево М. Ш. Абдуллаев не значится.
Указом Президиума Верховного Совета СССР от 24 марта 1945 года за образцовое выполнение заданий командования и проявленные мужество и героизм в боях с немецко-фашистскими захватчиками сержанту Мамиш Шахбаз оглы Абдуллаеву присвоено звание Героя Советского Союза (посмертно).

## Награды
- Медаль «Золотая Звезда» Героя Советского Союза
- Орден Ленина
- Два ордена Красной Звезды
- Медаль «За отвагу»
- Орден Славы III степени